# Joe Deters
Joseph T. „Joe“ Deters (* 4. April 1957) ist ein US-amerikanischer Jurist und Politiker (Republikanische Partei). Er war von 1999 bis 2005 Treasurer of State von Ohio.

## Werdegang
Über die Jugendjahre von Joe Deters ist nichts bekannt. 1975 graduierte er an der St. Xavier High School in Cincinnati. Deters machte 1979 seinen Abschluss an der University of Cincinnati. Danach studierte er Jura an deren College of Law, wo er 1982 graduierte. Deters wurde 1982 stellvertretender Staatsanwalt im Hamilton County. 1988 wählte man ihn zum Clerk of Courts im Hamilton County. Dann wurde er 1992 zum Staatsanwalt im Hamilton County gewählt. Seine Wiederwahl fand 1996 statt.
Im November 1998 wurde er zum Treasurer of State von Ohio gewählt. Seinen Amtseid legte er Anfang Januar 1999 ab. Als Treasurer of State war er für die Erfassung, die Verwaltung und die Investition von 11 Milliarden US-Dollar in Vermögenswerten im Bundesstaat Ohio zuständig.
Im Herbst 2004 kandidierte er für seinen früheren Posten als Staatsanwalt im Hamilton County. Bei der folgenden Wahl errang er am 2. November 2004 einen Sieg. Er erhielt beinahe 60 % der Stimmen. Am 1. April 2005 wurde Deters und Matthias Heck in ihren offiziellen Funktionen in einem Bundesprozess (Citizens for Tax Reform v. Deters) verklagt.
Deters kritisiert 2012 scharf die Xavier University für den Hinauswurf von Dez Wells wegen einer Vergewaltigungsanschuldigung, einen ihrer besten Basketballspieler. Vor der Schulanhörung zur Sache hatte eine Grand Jury sich geweigert, Wells strafrechtlich zu verfolgen. Deters, der für seine Härte gegenüber Kriminellen bekannt ist, gab an, dass die Staatsanwaltschaft eine gründliche Untersuchung durchgeführt habe. Dem Vorwurf fehle jegliche Glaubwürdigkeit. Er sagte, dass das Schulverfahren die Rechte von Wells auf ein faires Verfahren empfindlich verletzt habe, da die Beweispflicht auf Seiten von Wells und nicht auf der Seite seines Anklägers gelegen habe. Ferner hätten inkompetente Leute die forensischen Beweise untersucht und so verhindert, dass Wells den Beweis präsentieren konnte, welcher seine Unschuld bewiesen hätte. Nach der Entscheidung der Xavier University forderte Deters, den Hinauswurf von Wells noch einmal zu überprüfen.
Deters ist Mitglied der Cincinnati Bar Association, der National District Attorneys Association und der Ohio Prosecuting Attorneys Association. Ferner diente er im University of Cincinnati Board of Trustees, in der Ohio Organized Crime Commission und der Southern Ohio Leukemia Foundation.